# Distretto del Banato Meridionale
Il distretto del Banato Meridionale (in serbo Јужнобанатски округ?, Južnobanatski okrug, in ungherese Dél Bánsági Körzet, in croato Južnobanatski okrug, in slovacco Juhobanátsky okres, in romeno Districtul Banatul de Sud) è un distretto della Voivodina.

## Comuni
Il distretto si divide in otto comuni:
- Plandište
- Opovo
- Kovačica
- Alibunar
- Vršac
- Bela Crkva
- Pančevo
- Kovin